# Prags

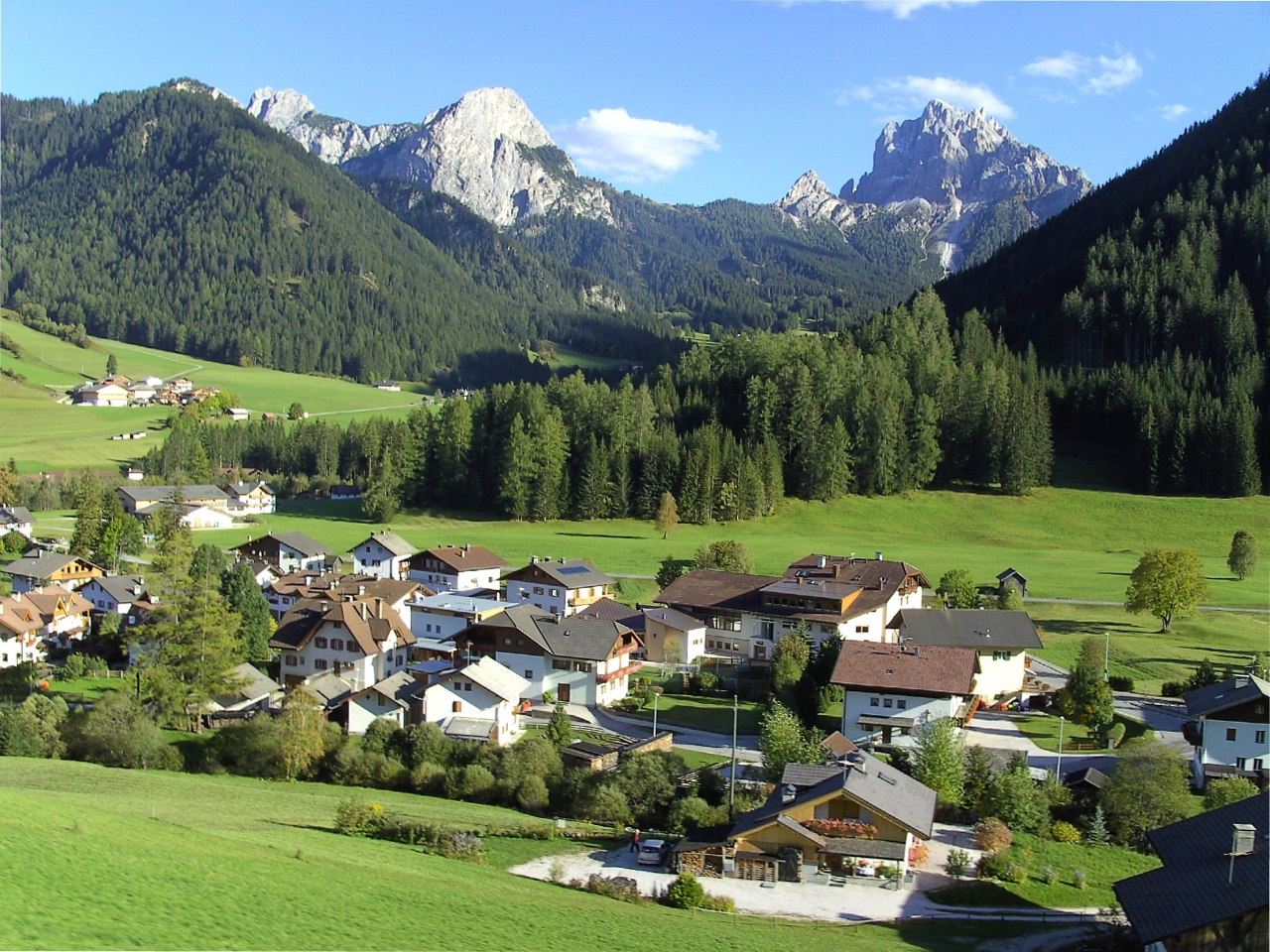
Schmieden in Prags, Hauptort der Gemeinde

Prags ([praks]; italienisch Braies) ist eine italienische Gemeinde mit 696 Einwohnern (Stand 31. Dezember 2023) in Südtirol.

## Geographie
Die Gemeinde Prags erstreckt sich im Pragser Tal und in den umliegenden Bergen der Dolomiten bzw. Pragser Dolomiten im Osten Südtirols. Das Gemeindegebiet liegt zu bedeutenden Teilen im Naturpark Fanes-Sennes-Prags und ist insgesamt 89,26 km² groß. Das Pragser Tal zweigt zwischen Welsberg (Gemeinde Welsberg-Taisten) und Niederdorf vom Pustertal Richtung Süden ab und teilt sich bald nach dem Taleingang in zwei Äste – einen südwestlichen und einen südlichen.
Der südwestliche Ast wird vom Pragser Bach durchflossen und bietet den beiden Fraktionen Innerprags mit dem Gemeindezentrum Schmieden (1210–1220 m s.l.m.) und St. Veit Platz. In den sich westlich und südwestlich erhebenden Bergen verlaufen die Gemeindegrenzen zu Olang und Enneberg. Im Talschluss liegt der Pragser Wildsee (1494 m), überragt vom Seekofel (2810 m).
Im nach Süden ziehenden Ast befindet sich die Fraktion Außerprags mit Bad Altprags. Er wird durch den Stollabach entwässert, den bedeutendsten Zufluss des Pragser Bachs, und steigt an seinem Ende zum Hochplateau der Plätzwiese an. Östlich begrenzt wird der Ast von einem Gebirgskamm, der unter anderem den Dürrenstein (2839 m) und die Helltaler Schlechten (2711 m) trägt, und Prags vom zu Toblach gehörenden Höhlensteintal trennt.
Der von den beiden Ästen umklammerte Gebirgsstock, der in seinem südlichen Bereich teilweise die Grenze zu Cortina d’Ampezzo in der Provinz Belluno bildet, findet in der Hohen Gaisl (3146 m) seinen höchsten Punkt.

## Geschichte
Die Gemeinde dürfte in der vorbajuwarischen Zeit kaum besiedelt gewesen sein. Lediglich der Sonnbühel bei Bad Altprags könnte vorher besiedelt gewesen sein.
Das Heilbad Altprags mit seinen Schwefelquellen soll bereits um 1490 besucht worden sein. Der Hauptort Schmieden hat seinen Namen von den dort früher lebenden Sensenschmieden.
Beim Ende des 19. Jh. errichtete Werk Plätzwiese handelt sich um eine Reihe von k. u. k.-österreichischen Defensivanlagen. Es sollte die Grenze zum Königreich Italien absichern.
In dem Ort befindet sich am Pragser Wildsee das gleichnamige Hotel. Dort wurden am 30. April 1945 prominente KZ-Häftlinge – darunter Martin Niemöller, Léon Blum und Kurt von Schuschnigg sowie Sippenhäftlinge aus dem Umkreis des 20. Juli 1944 – untergebracht, die laut Befehl Adolf Hitlers hätten ermordet werden sollten, aber kurz zuvor in Niederdorf auf Veranlassung des Hauptmanns der Wehrmacht Wichard von Alvensleben aus dem Gewahrsam der SS befreit worden waren (siehe Befreiung der SS-Geiseln in Südtirol). Am 4. Mai 1945 erreichte die US-Armee den Ort und brachte die befreiten Gefangenen anschließend nach Capri, wo sie auf ihre politische Vergangenheit überprüft wurden.

## Ortsname
Der Name findet sich erstmals in den Traditionsbüchern des Hochstifts Brixen (ca. 1085–1097) als Prages. Eine ältere Erwähnung von angeblich 925 als Pragas wird mittlerweile als Falsum des 12. Jahrhunderts eingestuft. Möglicherweise liegt ein frühzeitliches Ausgangswort vor, vielleicht keltisch bracu ('Sumpf', 'Moos'). Nachdem der Siedlungsausbau im Tal aber relativ spät erfolgt sein dürfte, ist es naheliegender, von einer  mittelhochdeutschen Wurzel 'Brachwis' auszugehen. Demnach könnten die Begriffe Brache oder Bruch/brechen und Wiese zugrunde liegen. Der Begriff Bruch, brechen, Neubruch kann als Urbarmachung durch Waldrodung gedeutet werden, oder brechen im Sinne des Aufteilens eines Gemeinschaftsbesitzes.

## Politik
Bürgermeister seit 1952:
- Josef Trenker: 1952–1964
- Martin Steiner: 1964–1971
- Josef Taschler: 1971–1974
- Andreas Pahl: 1974–1980
- Johann Kammerer: 1980–1986
- Josef Taschler: 1986–1990
- Johann Durnwalder: 1990–2000
- Alfred Mutschlechner: 2000–2015
- Friedrich Mittermair: seit 2015

## Bevölkerung
Prags ist gemäß den erhobenen Sprachgruppenzugehörigkeitserklärungen bzw. Sprachgruppenzuordnungserklärungen eine weitgehend deutschsprachige Gemeinde. Als Berechnungsgrundlage der folgenden Prozentwerte wurden die gültigen Erklärungen von Personen mit italienischer Staatsbürgerschaft herangezogen.
| Sprache     | 1981    | 1991    | 2001    | 2011    | 2024    |
| ----------- | ------- | ------- | ------- | ------- | ------- |
| Deutsch     | 98,41 % | 97,47 % | 96,89 % | 99,23 % | 96,75 % |
| Italienisch | 0,96 %  | 2,02 %  | 2,79 %  | 0,61 %  | 3,10 %  |
| Ladinisch   | 0,64 %  | 0,51 %  | 0,33 %  | 0,15 %  | 0,15 %  |

## Bildung
In Schmieden befindet sich eine Grundschule, die dem deutschen Schulsprengel von Toblach angeschlossen ist.

## Verkehr
Die Anbindung erfolgt über das Pustertal. Vom Hauptplatz in Niederdorf und vom Bahnhof in Welsberg besteht eine Busverbindung.

## Sport- und Freizeitangebot
- Skilifte in Bad Altprags.
- Der Pragser Wildsee ist Ausgangspunkt des Dolomiten-Weitwanderweges Nr. 1.

## Sehenswertes
- Pragser Wildsee

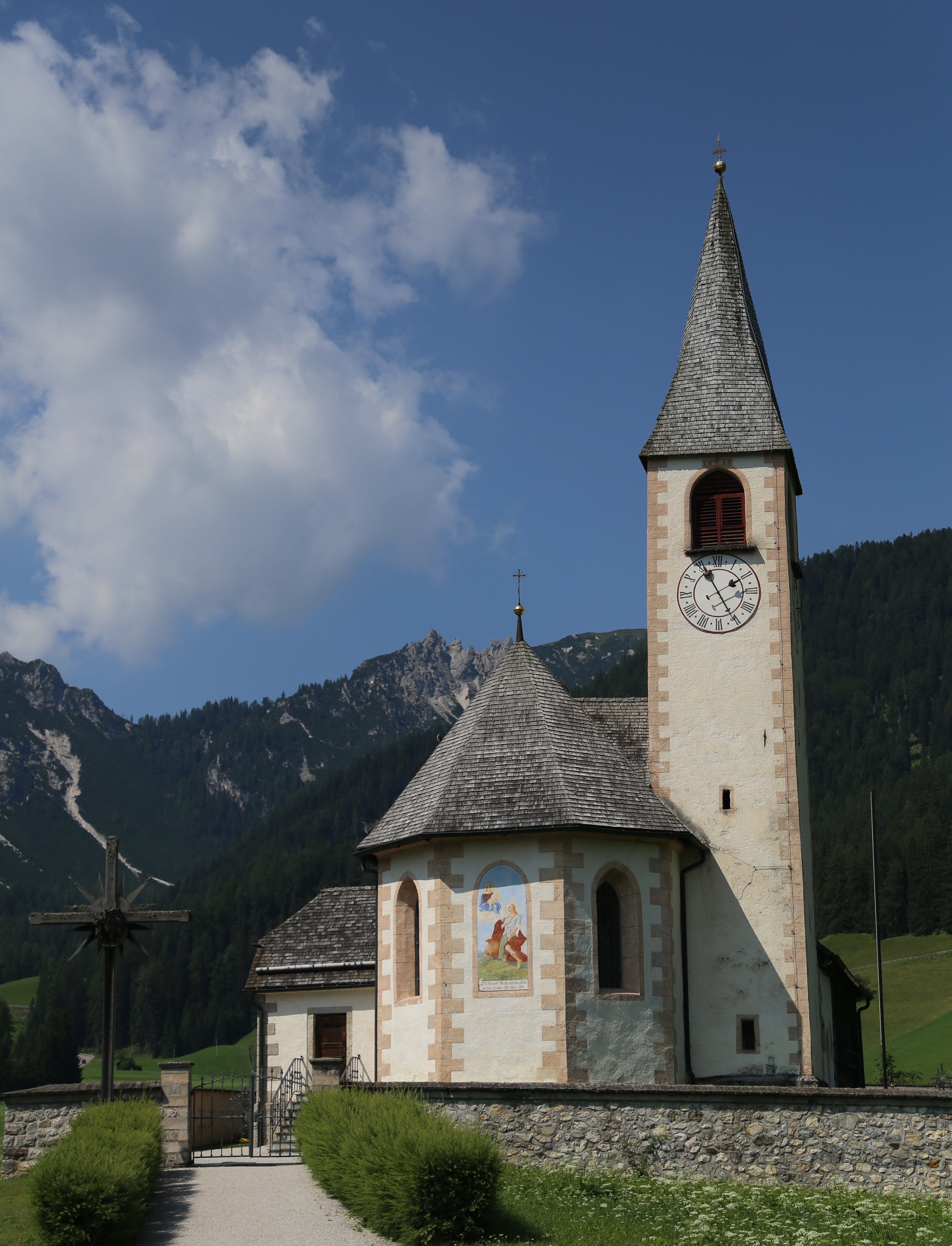
Pfarrkirche St. Veit

- Plätzwiese mit Resten eines österreichischen Sperrforts von 1915
- Pfarrkirche in St. Veit aus dem 14. Jahrhundert mit reizvollem Bergfriedhof und dem Grab des Dolomitenpioniers Viktor Wolf von Glanvell
- Kirche in Schmieden von 1730
- Kapelle in Bad Altprags mit Gewölbe mit den Wappen der Fürsten Gonzaga und der Grafen von Görz

## Persönlichkeiten
- Giuseppe Steiner (1929–2007), Skilangläufer